# 51 Большой Медведицы
51 Большой Медведицы (лат. 51 Ursae Majoris), HD 95934 — двойная звезда в созвездии Большой Медведицы на расстоянии (вычисленном из значения параллакса) приблизительно 257 световых лет (около 79 парсеков) от Солнца. Видимая звёздная величина звезды — +6,01m.

## Характеристики
Первый компонент — белый гигант или субгигант спектрального класса A3III-IV. Радиус — около 2,45 солнечных, светимость — около 20,38 солнечных. Эффективная температура — около 7882 К.